# 周臣孚
周臣孚（1922年5月—2020年4月15日），男，浙江平阳人，中国邮政学家，原西安邮电学院教授。

## 生平
1922年生于浙江省平阳县鳌江镇兰田乡藕莲村。1941年毕业于浙江省瑞安中学，历任永嘉邮政局邮务佐、鳌江邮局局长。1956年被调到西安邮政学校（1958年改为西安邮电学校）担任教师。参与1983年版《中华人民共和国邮政法》的起草工作。2020年4月15日在西安逝世。

## 出版物
- 周臣孚. . 邮电中等专业学校试用教材. 北京: 人民邮电出版社. 1992. ISBN 7115047367.
- 周臣孚. . 西安: 陕西科学技术出版社. 1997. ISBN 7536926901.